# André Van Iseghem
André Van Iseghem (Oostende, 30 juni 1799 – Aalst, 19 augustus 1869) was een Belgisch jezuïet, schrijver, neolatinist en grammaticus.

## Levensloop
Na de humaniora te hebben doorlopen in het Klein Seminarie van Roeselare, trad hij in 1818 binnen bij de jezuïetenorde in Brieh in Zwitserland. Hij werd leraar in het college in Fribourg.
Na 1830 kwam hij naar België terug. Hij werd leraar poësis en retorica, en vervolgens studieprefect in het jezuïetencollege van Aalst, een functie die hij gedurende meer dan dertig jaar uitoefende.
Hij werd daarnaast een specialist van handboeken over grammatica in het Latijn en het Frans, over de goede uitspraak en over poëzie. Zijn boeken kenden een enorm succes en werden talrijke keren herdrukt.
Hij interesseerde zich ook van nabij voor de eerste drukker in de Nederlanden, de Aalstenaar Dirk Martens. Hij nam het initiatief om van Dirk Martens een standbeeld op te richten op de Grote Markt van Aalst.

## Publicaties
- De Institutione Grammatica, ad normam Emm. Alvari, libri duo posteriores pro média et suprema classe grammaticce, Friburg, A. Labastrou, 1830.
- De ratione scribendi epistolas,
- Introduction à la grammaire latine, pour les classes inférieures, Fribourg, chez Louis-Jos. Schmid, 1831.
- Eléments de la grammaire latine, Gent, J. Poelman, 1839.
- Supplément à la grammaire latine, Gent, J. Poelman, 1836.
- Syntaxe latine, Aalst, Spitaels-Schuermans, 1841
- Selecta poetica auctorum latinorum, veterum et recentium, Friburgi, 1831.
- Selecta poetica auctorum latinorum, Aalst, Spitaels-Schuermans, 1834.
- Marcus Tullius Ciceronis loca selecta,
- Recherches historiques et critiques sur la Vie et les éditions de Thierry Martens, Aalst, Spitaels-Schuermans, 1845
- Biographie de Thierry Martens, d'Alost, premier imprimeur de la Belgique, suivi de la bibliographie de ses éditions, Aalst, Spitaels-Schuermans, 1852.
- Règles de la prononciation française, Aalst, Spitaels-Schuermans, 1854
- Observations sur les épreuves préparatoires exigées dans le nouveau projet de loi sur le jury d'examen, Brussel, Muquardt, 1856.
- Relation de la solennité en l'honneur de l'Immaculée Conception de la T.-S. Vierge Marie, célébrée à Alost le 3 juin 1855, Aalst, 1855.
- Notice sur le R.P. Pierre Bernard, de la Compagnie de Jésus, Aalst, J. van den Bossche, 1861
- Oratio panegyrica in laudem venerabilis patria Petri Canisii, S. J., presbyteri quam Friburgi Helvetiorum, die 21 dec. 1824, in collegio ad congregatos socios habuit, Aalst, A. van Iseghem, 1864.
- Chefs d'oeuvre de la scène italienne du XVIIe siècle, Doornik, Casterman, 1867.